# Кристоф Жаллє
Кристо́ф Жаллє́ (фр. Christophe Jallet, нар. 31 жовтня 1983, Коньяк) — французький футболіст, захисник.

## Клубна кар'єра
Народився 31 жовтня 1983 року в місті Коньяк. Вихованець футбольної школи клубу «Ніор».
Дорослу футбольну кар'єру розпочав 2003 року в основній команді того ж клубу, в якій провів три сезони, взявши участь у 98 матчах чемпіонату. Більшість часу, проведеного у складі «Ніора», був основним гравцем команди.
Своєю грою привернув увагу представників тренерського штабу «Лор'яна», до складу якого приєднався 2006 року. Відіграв за команду з Лор'яна наступні три сезони своєї ігрової кар'єри. Граючи у складі «Лор'яна» також здебільшого виходив на поле в основному складі команди.
До складу клубу «Парі Сен-Жермен» приєднався влітку 2009 року, підписавши чотирирічний контракт. За п'ять сезонів встиг відіграти за паризьку команду 143 матчі в національному чемпіонаті. За цей час Жаллє став дворазовим чемпіоном Франції, а також по разу вигравав національний Кубок, Суперкубок та Кубок ліги. Проте у сезоні 2013/14 Жаллє втратив місце в основі, програвши конкуренцію Грегорі ван дер Вілу.
В липні 2014 року перейшов до «Ліона», де відразу став основним гравцем.

## Виступи за збірну
3 серпня 2010 року Жаллє вперше був викликаний до лав збірної Франції на товариський матч проти Норвегії, але на поле так і не вийшов.
Після того як кар'єру у збірній завершив Антоні Ревеєр, 15 серпня 2012 року Кристоф Жаллє дебютував у національній збірній Франції в товариському матчі з Уругваєм. Наразі провів у формі головної команди країни 9 матчів, забивши 1 гол.

## Досягнення
- Чемпіон Франції: 2012-13, 2013-14
- Володар Кубка Франції: 2009-10
- Володар Суперкубка Франції: 2013
- Володар Кубка французької ліги: 2013-14
- Віце-чемпіон Європи: 2016